# Josefa Fabíola Almeida de Souza
Fabíola, właśc. Josefa Fabíola Almeida de Souza (ur. 3 lutego 1983 w Brasílii) – brazylijska siatkarka grająca na pozycji rozgrywającej, reprezentantka Brazylii.
19 maja 2016 roku urodziła dziewczynkę - Annę Vitorię.

## Sukcesy klubowe
| Osiągnięcie                             | Trofeum               | Sezon/Rok                                                      |
| Mistrzostwo Brazylii                    | złoto · srebro · brąz | 2001/2002, 2011/2012 2002/2003, 2003/2004, 2012/2013 2013/2014 |
| Klubowe Mistrzostwa Świata              | złoto · srebro · brąz | 2012 2014, 2015 2017                                           |
| Puchar Brazylii                         | złoto                 | 2013/2014, 2017/2018, 2019/2020                                |
| Klubowe Mistrzostwa Ameryki Południowej | srebro                | 2014                                                           |
| Puchar Rosji                            | złoto                 | 2014                                                           |
| Puchar CEV                              | złoto                 | 2014/2015                                                      |
| Superpuchar Szwajcarii                  | złoto                 | 2015, 2016                                                     |
| Puchar Szwajcarii                       | złoto                 | 2015/2016, 2016/2017                                           |
| Mistrzostwo Szwajcarii                  | złoto                 | 2015/2016, 2016/2017                                           |
| Puchar Polski                           | złoto                 | 2022/2023                                                      |

## Sukcesy reprezentacyjne
| Osiągnięcie                     | Trofeum        | Rok                   |
| Mistrzostwa Świata Kadetek      | srebro         | 1999                  |
| Mistrzostwa Świata Juniorek     | złoto          | 2001                  |
| Volley Masters Montreux         | złoto · brąz   | 2013 2003             |
| Puchar Świata                   | srebro         | 2007                  |
| Grand Prix                      | złoto · srebro | 2014 2010, 2011, 2012 |
| Mistrzostwa Świata              | srebro · brąz  | 2010 2014             |
| Puchar Panamerykański           | złoto          | 2011                  |
| Mistrzostwa Ameryki Południowej | złoto          | 2013                  |
| Puchar Wielkich Mistrzyń        | złoto          | 2013                  |

## Nagrody indywidualne
- 2012: MVP i najlepsza rozgrywająca brazylijskiej Superligi
- 2013: Najlepsza rozgrywająca brazylijskiej Superligi
- 2014: Najlepsza rozgrywająca Klubowych Mistrzostw Świata
- 2014: MVP i najlepsza rozgrywająca Pucharu Rosji
- 2015: Najlepsza rozgrywająca Klubowych Mistrzostw Świata